# Surfaktanty
Surfaktanty, tensydy, tenzydy – związki chemiczne mające właściwość adsorbowania się na powierzchni (czyli granicy faz) układu i zmieniania tym samym, do pewnego stopnia, jej energii swobodnej. Każdy surfaktant jest środkiem powierzchniowo czynnym, lecz nie każda substancja powierzchniowo czynna jest surfaktantem (np. etanol). Cechą charakterystyczną surfaktantów jest zdolność tworzenia miceli. Nazwa „surfaktant” pochodzi od angielskiego surface active agent.

## Wstęp
Swobodna energia międzyfazowa jest minimalną ilością pracy wymaganej do stworzenia granicy faz. Swobodna energia międzyfazowa na jednostkę powierzchni jest wielkością, którą mierzy się w celu określenia napięcia międzyfazowego pomiędzy dwiema fazami. Jest minimalną ilością pracy wymaganej do stworzenia jednostki powierzchni międzyfazowej lub powiększenia istniejącej o jednostkę powierzchni. Napięcie międzyfazowe lub powierzchniowe jest również miarą różnicy natury dwóch stykających się faz. Im większe różnice w ich naturze, tym większe napięcie międzyfazowe lub powierzchniowe.
Pomiar napięcia powierzchniowego cieczy oznacza pomiar swobodnej energii międzyfazowej (na jednostkę powierzchni) granicy pomiędzy cieczą a powietrzem. Kiedy granica faz jest poszerzana, to minimalna praca (zmiana) wymagana do stworzenia dodatkowej powierzchni międzyfazowej jest iloczynem napięcia międzyfazowego cieczy γl i przyrostu powierzchni międzyfazowej, ΔA;
ΔWmin = γl • ΔA
gdzie A to pole powierzchni.
Surfaktanty są substancjami, które przy niskich stężeniach adsorbują się na jednej lub wszystkich granicach międzyfazowych w układzie i znacząco zmieniają ilość pracy potrzebnej do ich poszerzenia. Działanie surfaktantów polega zazwyczaj na zmniejszaniu swobodnej energii międzyfazowej, chociaż są sytuacje, kiedy są one używane do jej zwiększenia. Termin „granica faz” oznacza obszar graniczny między dwiema niemieszającymi się fazami. Termin „powierzchnia” oznacza granicę faz, gdzie jedną z faz jest gaz, zwykle powietrze.

## Budowa

### Ogólny mechanizm działania

Orientacja surfaktantu na powierzchni wody

Surfaktanty mają charakterystyczną budowę cząsteczkową. Każdy tensyd składa się z dwóch części: z grupy, która ma bardzo niskie powinowactwo do rozpuszczalnika, nazywana grupą liofobową, oraz z grupy, która ma silne powinowactwo do rozpuszczalnika, nazywana grupą liofilową. Taka budowa cząsteczki określana jest mianem budowy amfifilowej. Kiedy cząsteczka o takiej budowie jest rozpuszczona w rozpuszczalniku, to grupa liofobowa może zaburzyć strukturę rozpuszczalnika, podnosząc energię swobodną układu. Kiedy to się zdarza, układ odpowiada na to minimalizując styk grup liofobowych z rozpuszczalnikiem. W przypadku surfaktantów rozpuszczonych w wodzie, grupy liofobowe (w tym przypadku hydrofobowe) zaburzają strukturę wody poprzez niszczenie jej wiązań wodorowych i tworzenie własnych struktur w pobliżu grupy hydrofobowej. W wyniku tego zniekształcenia, niektóre cząsteczki surfaktantu są usunięte na granice międzyfazowe układu, z grupami hydrofobowymi ułożonymi w ten sposób, aby minimalizować kontakt z cząsteczkami wody. Powierzchnia wody staje się pokryta pojedynczą warstwą cząsteczek tensydu, którego grupy hydrofobowe są przeważnie skierowane ku powietrzu. Ponieważ cząsteczki powietrza są niepolarne, tak jak grupy hydrofobowe, zmniejszenie różnicy dwóch kontaktujących się faz na powierzchni wody, powoduje zmniejszenie napięcia powierzchniowego wody. Z drugiej strony, obecność liofilowych (w tym przypadku hydrofilowych) grup zapobiega całkowitemu usunięciu surfaktantu z rozpuszczalnika jako osobnej fazy, ponieważ wymagałoby to ich niekorzystnej energetycznie dehydratacji. Tak więc amfifilowa struktura surfaktantu powoduje nie tylko koncentrację surfaktantu przy powierzchni i zmniejszenie napięcia powierzchniowego wody, ale również orientację cząsteczki na powierzchni grupą hydrofilową do fazy wodnej, a grupą hydrofobową poza nią, ku powietrzu.
Ugrupowania chemiczne odpowiadające częściom liofobowym i liofilowym cząsteczki surfaktantu zmieniają się wraz z naturą rozpuszczalnika i warunkami użycia. W bardzo polarnym rozpuszczalniku, takim jak woda, grupą liofobową może być odpowiedniej długości łańcuch węglowodorowy, fluorowęglowodorowy lub siloksanowy, podczas gdy w mniej polarnym rozpuszczalniku tylko niektóre z nich będą odpowiadały grupie liofobowej. W rozpuszczalniku polarnym grupy jonowe lub silnie polarne mogą zachowywać się jako grupy liofilowe, podczas gdy w rozpuszczalniku niepolarnym, takim jak heptan, mogą zachowywać się jak grupy liofobowe. Gdy temperatura i warunki stosowania (np. obecność elektrolitu lub dodatków organicznych) zmieniają się, wtedy może być konieczna modyfikacja w budowie grup liofobowych i liofilowych, aby utrzymać odpowiedni poziom aktywności powierzchniowej. Tak więc, aby cząsteczka tensydu w danym układzie miała określoną aktywność powierzchniową, musi być spełniony warunek amfifilności cząsteczki w danym rozpuszczalniku i w danych warunkach. Grupą hydrofobową jest zazwyczaj długi łańcuch reszty węglowodorowej, a grupą hydrofilową fragment jonowy lub silnie polarny.

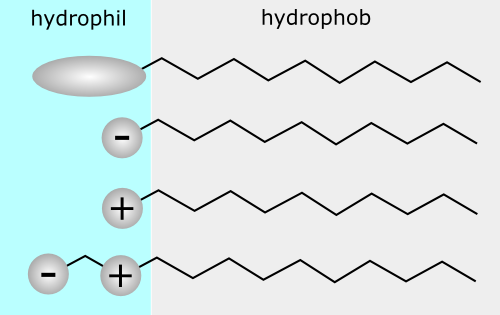
Schemat budowy surfaktantów. Od góry: niejonowe, anionowe, kationowe i amfoteryczne

Grupą hydrofilową jest grupa jonowa lub silnie polarna. W zależności od natury grupy hydrofilowej, surfaktanty można podzielić na cztery rodzaje:
1. anionowe – aktywna powierzchniowo część cząsteczki nosi ładunek ujemny, na przykład RCOO−Na+ (mydło), RC6H4SO3− Na+ (alkilobenzenosulfonian)
2. kationowe – aktywna powierzchniowo część cząsteczki nosi ładunek dodatni, na przykład RNH3+Cl− (sól aminy), RN(CH3)3+Cl− (czwartorzędowy chlorek amoniowy)
3. amfoteryczne (zwitterjonowe) – ładunki dodatnie i ujemne mogą być obecne w części aktywnej powierzchniowo, na przykład RN+H2CH2COO− (długołańcuchowy aminokwas), RN+(CH3)2CH2CH2SO3− (sulfobetaina)
4. niejonowe – część aktywna powierzchniowo nie ma żadnego widocznego ładunku jonowego, np. RCOOCH2CHOHCH2OH (monogliceryd kwasu tłuszczowego), RC6H4(OC2H4)xOH (alkilofenol polioksyetylenowany), R(OC2H4)xOH (alkohol polioksyetylenowany).

### Znaczenie ładunku
Większość naturalnych powierzchni jest naładowanych ujemnie. Dlatego też, aby przygotować powierzchnię hydrofobową (niezwilżaną przez wodę) przez zastosowanie surfaktantu, najlepiej użyć surfaktantu kationowego. Ten rodzaj tensydów zaadsorbuje się na ujemnie naładowanej powierzchni swoją dodatnio naładowaną hydrofilową „głową” (oddziaływanie elektrostatyczne), a częścią hydrofobową zorientowaną ku wodzie, czyniąc powierzchnię niezwilżaną przez wodę. Z drugiej strony jeśli chcemy otrzymać powierzchnię hydrofilową (zwilżaną przez wodę), wtedy nie należy używać surfaktantów kationowych. Jeśli powierzchnia jest naładowana dodatnio, wtedy jej hydrofobowość będą zwiększały surfaktanty anionowe.
Surfaktanty niejonowe orientują się ku powierzchni albo grupą hydrofilową, albo hydrofobową w zależności od natury powierzchni. Jeśli na niej są obecne grupy polarne, które mogą tworzyć wiązania wodorowe z grupą hydrofilową surfaktantu, wtedy surfaktant zorientuje się tą grupą ku powierzchni, czyniąc ja bardziej hydrofobową. Jeśli takich grup nie ma na powierzchni wtedy surfaktant zaadsorbuje się na powierzchni swoją częścią hydrofobową, czyniąc powierzchnię bardziej hydrofilową.
Surfaktanty amfoteryczne mogą adsorbować się na obu rodzajach powierzchni, nie zmieniając przy tym znacząco jej ładunku. Z drugiej strony, adsorpcja surfaktantu kationowego na ujemnie naładowanej powierzchni obniża jej ładunek, a nawet jeśli odpowiednio dużo surfaktantu zostanie zaadsorbowane, powierzchnia może zmienić swój ładunek na dodatni. W podobny sposób adsorpcja surfaktantu anionowego na dodatnio naładowaną powierzchnię może zmniejszyć ładunek lub go zmienić na ujemny. Ogólnie adsorpcja surfaktantu amfoterycznego na powierzchni nie zmienia jej ładunku, mimo że możliwa jest zmiana efektywnej gęstości ładunku jeśli warstwa jest odpowiednio gruba.
Zazwyczaj różnice w budowie grupy hydrofobowej nie mają tak oczywistego wpływu jak budowa grupy hydrofilowej. Na ogół są to długie łańcuchy reszt węglowodorowych, jednak mogą mieć w swojej budowie:
- proste, długie łańcuchy grup alkilowych (C8 – C20)
- rozgałęzione, długie łańcuchy grup alkilowych (C8 – C20)
- długie łańcuchy (C8 – C15) reszt alkilobenzenowych
- reszty alkilonaftalenowe (grupy alkilowe C>3)
- pochodne żywic
- wysokocząsteczkowe polimery tlenku propylenu
- długie łańcuchy grup fluoroalkilowych
- grupy polisiloksanowe
- pochodne ligniny.

### Wpływ budowy grupy hydrofobowej na ogólne właściwości surfaktantu
W zależności od budowy części hydrofobowej, surfaktanty w środowisku wodnym mogą mieć określone własności. Znajomość ich budowy pozwala na wybór odpowiedniego surfaktantu w zależności od zastosowania i spodziewanego efektu.
Długość łańcucha hydrofobowego
Zwiększenie długości łańcucha grupy hydrofobowej powoduje:
- obniżenie rozpuszczalności tensydów w wodzie, a wzrost w rozpuszczalnikach organicznych
- bliższe upakowanie cząsteczek surfaktantu na powierzchni międzyfazowej (o ile pozwala na to obszar zajmowany przez grupę hydrofilową)
- zwiększenie tendencji do adsorpcji na granicy faz lub tworzenia agregatów zwanych micelami
- zwiększenie temperatury topnienia surfaktantu i filmów powstających z jego udziałem
- zwiększenie tendencji do tworzenia fazy ciekłokrystalicznej w roztworze
- zwiększenie czułości surfaktantu jonowego na strącanie z wody przy użyciu przeciwjonów.

Rozgałęzienia, wiązania nienasycone
Wprowadzenie rozgałęzień łańcucha alkilowego lub istnienie wiązań nienasyconych w grupie hydrofobowej powoduje:
- wzrost rozpuszczalności surfaktantu w wodzie lub rozpuszczalnikach organicznych (w porównaniu do nasyconego izomeru o prostym łańcuchu)
- spadek temperatury topnienia surfaktantu i filmu przez niego tworzonego
- swobodniejsze upakowanie surfaktantu na granicy międzyfazowej (izomery cis są swobodniej upakowane niż izomery trans, których upakowanie jest zbliżone do upakowania izomerów nasyconych)
- zapobiegają tworzeniu się fazy ciekłokrystalicznej w roztworze
- utlenianie i zabarwianie związków nienasyconych
- mogą obniżać biodegradowalność w związkach o łańcuchach rozgałęzionych
- mogą zwiększać niestabilność termiczną.

Pierścienie aromatyczne
Obecność pierścieni aromatycznych w grupie hydrofobowej może powodować:
- wzrost adsorpcji surfaktantu na powierzchniach polarnych
- spadek biodegradowalności
- luźniejsze upakowanie cząsteczki surfaktantu na powierzchni rozdziału (pochodne żywic są luźniej upakowane).

Jednostki polioksypropylenowe lub polioksyetylenowe
Jednostki polioksypropylenowe mogą powodować:
- zwiększenie hydrofobowości surfaktantu
- zwiększenie adsorpcji na powierzchniach polarnych
- zwiększenie rozpuszczalności w rozpuszczalnikach organicznych
- jednostki polioksyetylenowe zmniejszają hydrofobowy charakter surfaktantu.

Grupa perfluoroalkilowa lub grupa polisiloksanowa
Surfaktanty zawierające te grupy mogą:
- obniżać napięcie powierzchniowe wody do 20 mN/m
- surfaktanty fluorowęglowodorowe charakteryzują się dużą stabilnością termiczną i chemiczną
- są doskonałymi środkami zwilżającymi powierzchnie niskoenergetyczne.

## Zastosowanie
Często okazuje się, że właściwości fizyczne i chemiczne substancji znajdującej się na granicy faz są zupełnie inne od właściwości substancji w jej objętości. Istnieje wiele układów, gdzie różnica właściwości substancji na granicy faz określa właściwości całego układu.

Jednym z typów układów, gdzie odmienne właściwości substancji w obszarze międzyfazowym pełnią decydująca rolę, są układy, w których powierzchnia międzyfazowa jest tak duża w stosunku do objętości układu, że znaczący ułamek całkowitej masy układu znajduje się na tych powierzchniach (na przykład emulsje, piany, koloidy). W takich przypadkach surfaktanty zawsze będą odgrywać znaczącą rolę.

Drugim typem układów są układy, w których zjawiska zachodzące na granicy faz są znacząco odmienne od tego, czego spodziewamy się w fazie, że ogólne zachowanie układu jest uzależnione od procesów międzyfazowych (np. kataliza heterogeniczna, korozja, zdolność piorąca czy flotacja). W tych okolicznościach surfaktanty również odgrywają ogromną rolę.
Surfaktanty mają wiele praktycznych zastosowań. Są one stosowane m.in. jako:
- detergenty – podstawowy składnik wszelkich środków czyszczących
- emulgatory – stosowane w farbach, kosmetykach i przemyśle spożywczym
- środki pianotwórcze
- niektóre rodzaje antybiotyków i herbicydów.

Najczęściej stosowanymi surfaktantami są surfaktanty anionowe, a następnie niejonowe. Surfaktanty kationowe są rzadziej używane z powodu ich gorszej biodegradowalności. Surfaktanty amfoteryczne ze względu na wysoki koszt są używane w zastosowaniach specjalistycznych.

### Znaczenie biologiczne
Surfaktanty w fizjologii człowieka spełnia bardzo ważną rolę. Występuje po wewnętrznej stronie pęcherzyków płucnych i zmniejsza napięcie powierzchniowe dążące do zmniejszenia objętości pęcherzyków. Dzięki temu zmniejsza opory sprężyste występujące w pracy oddechowej płuc. Surfaktant produkują pneumocyty II typu w postaci kompleksu dipalmitynolecytyny i białka nośnego – apoproteiny.

## Toksyczność surfaktantów

### Skórna
Spora część problemów skórnych człowieka jest związana z narażeniem skóry na działanie roztworów surfaktantów. Pewne preparaty zawierają znaczne ilości surfaktantów, np. ciecze chłodząco-smarujące, emulsje olei łożyskowych, środki chemii gospodarczej i środki higieniczne. Powszechne są różnego stopnia podrażnienia skóry, a nierzadko reakcje alergiczne. Działanie fizjologiczne surfaktantów na skórę i przenikanie przez jej warstwę rogową podlega badaniom laboratoriów dermatologicznych.

Grupy surfaktantów, które powszechnie uważa się za łagodne dla skóry to m.in. surfaktanty oparte na poliglikozydach alkilowych (poliole), surfaktanty amfoteryczne (betainy, amidobetainy, izetioniany) i surfaktanty polimerowe. Alkohole etoksylowane są względnie łagodne, ale nie tak łagodne jak niejonowe poliole. Dodatkowo, alkohole etoksylowane mogą ulegać utlenieniu, dając produkty uboczne (nadtlenki i aldehydy), które mogą podrażniać skórę. Te grupy surfaktantów są na ogół używane w preparatach higieny osobistej i w kosmetykach.

Dla szeregu homologicznego surfaktantów istnieje zazwyczaj pewna długość łańcucha alkilowego przy którym istnieje maksimum podrażniania skóry. Zazwyczaj występuje ono przy długości łańcucha nc = 12. Odzwierciedla to maksimum aktywności powierzchniowej przy tej długości i zmniejszenie CMC. Anionowe środki powierzchniowo czynne są na ogół bardziej podrażniające niż niejonowe. Na przykład laurylosiarczan sodu, który jest powszechnie używany w pastach do zębów, ma stosunkowo wysoką toksyczność dla skóry. Czasami dodatek łagodniejszego surfaktantu (takiego jak poliol) może znacząco poprawić właściwości dermatologiczne preparatu.Surfaktanty amfoteryczne, jak betainy, mogą także obniżyć podrażnienie skóry wywołane przez surfaktanty anionowe.

### Środowisko wodne
Badania dotyczące toksyczności dla organizmów wodnych są przeprowadzane zazwyczaj na rybach, dafniach i algach. Współczynnik jest wyrażany jako LD50 (dla ryb) lub EC50 (dla dafni i alg), gdzie LD i EC oznaczają odpowiednio stężenie śmiertelne i efektywne. Wartości poniżej 1 mg/l po 96 godzinach badania na rybach i algach oraz po 48 godzinach dla dafni są uważane za toksyczne. Surfaktanty łagodne dla środowiska powinny się charakteryzować wartościami powyżej 10 mg/l (im mniejsze stężenie tym substancja jest bardziej toksyczna).

## Biodegradowalność
Za proces biodegradacji odpowiadają bakterie. W wyniku reakcji enzymatycznych cząsteczki surfaktantu są przekształcane w tlenek węgla(IV), wodę i tlenki innych pierwiastków. Substancja niepodlegająca biodegradacji jest stabilna i pozostaje w niezmienionej postaci w środowisku. W zależności od budowy, surfaktanty mogą ulegać biodegradacji w ciągu 1–2 godz. (kwasy tłuszczowe), 1–2 dni (liniowe alkilobenzosulfoniany), aż do kilku miesięcy (rozgałęzione alkilobenzosulfoniany). Szybkość biodegradacji zależy także od stężenia surfaktantu, pH i temperatury.

W wyznaczaniu biodegradowalności zwraca się głównie uwagę na dwa kryteria:
- rozkład pierwotny, powodujący spadek w czynności powierzchniowej,
- ostateczna biodegradacja, kiedy powstaje m.in. tlenek węgla(IV).

Tempo biodegradacji zależy od budowy surfaktantu. Surfaktanty biodegradowalne muszą być rozpuszczalne w wodzie. Amfifile lipofilowe, takie jak surfaktanty zawierające fluor, mają zdolność do gromadzenia się w częściach lipidowych organizmu, gdzie ulegają bardzo powolnemu rozkładowi. W pierwotnym etapie rozkładu mogą powstawać trudno biodegradowalne, na przykład lipofilowe, produkty pośrednie. Kolejnym czynnikiem zmniejszającym biodegradowalność są rozgałęzienia łańcucha alkilowego. Zmniejszenie to spowodowane jest przez zawadę steryczną, przeszkadzającą w podejściu cząsteczki surfaktantu do centrum aktywnego enzymu.